# باتريك أوبراين
باتريك أوبراين (بالإنجليزية: Patrick O'Brian)‏ (12 ديسمبر 1914 - 2 يناير 2000)، روائي ومترجم إنجليزي، اشتُهر بسلسلة رواياته أوبري - ماتورين التي تدور أحداثها خلال الحروب النابليونية، وتركز على صداقة قائد البحرية الإنجليزي جاك أوبري والطبيب الأيرلندي الكاتالوني ستيفين ماتورين. تشتهر السلسلة المكونة من 20 رواية، وأولها المُعلّم والقائد، بتصويرها المفصل والدقيق لحياة أوائل القرن التاسع عشر، بالإضافة إلى لغتها الأصلية والمثيرة.
كتب أوبراين عددًا من الروايات والقصص القصيرة الأخرى، نُشر معظمها قبل أن يحقق النجاح مع سلسلة أوبري - ماتورين. ترجم أيضًا العديد من الأعمال من الفرنسية إلى الإنجليزية.
جاء نجاحه الكبير ككاتب في وقت متأخر من حياته، عندما لفتت سلسلة أوبري - ماتورين انتباه أحد الناشرين في أمريكا. جذبت السلسلة المزيد من القرّاء والمراجعات الإيجابية عندما كان المؤلف في السبعينيات من عمره. بالقرب من نهاية حياته، وفي نفس العام الذي فقد فيه زوجته، كشفت وسائل الإعلام البريطانية تفاصيل عن حياة أوبراين المبكرة، وزواجه الأول، وتغيير اسمه بعد الحرب.

## حياته الخاصة

### الطفولة والمهن المبكرة والزواج
عُمّد أوبراين باسم ريتشارد باتريك روس، في تشالفونت سانت بيتر، باكينغهامشاير، لوالديه تشارلز روس، طبيب إنجليزي من أصل ألماني، وجيسي روس (جودارد قبل الزواج)، إنجليزية من أصل إيرلندي. فقد أوبراين والدته في سن الرابعة، وقد وصف في سيرة حياته طفولته التي كانت منعزلةً إلى حد ما، ومحاطةً بالفقر، وتعليمه المتقطع في مدرسة سانت مارليبون، من 1924 إلى 1926، عندما كان يعيش في بوتني، ثم في مدرسة لويس، من سبتمبر 1926 إلى يوليو 1929، بعد أن انتقلت العائلة إلى لويس، شرق ساسكس.
بدأت مسيرته الأدبية في طفولته، مع نشر أعماله المبكرة، بما في ذلك العديد من القصص القصيرة. نشر روايته الأولى في سن الخامسة عشرة، قيصر: قصة حياة النمر الباندا، بمساعدة والده.
في عام 1927 تقدم بطلب غير ناجح لدخول الكلية البحرية الملكية، دارتموث. وفي عام 1934، خضع لفترة وجيزة من تدريب الطيارين مع القوات الجوية الملكية، لكن هذا لم يكن ناجحًا، وغادر سلاح الجو الملكي. قبل ذلك، رُفض طلب تقدمه إلى البحرية الملكية لأسباب صحية. في عام 1935، كان يعيش في لندن، وهناك تزوج من زوجته الأولى، إليزابيث جونز، في عام 1936. وأنجبا طفلين. عانت ابنته من مرض تشقق العمود الفقري وتوفيت في عام 1942 عندما كانت في الثالثة من عمرها، في قرية ريفية في ساسكس. عاد أوبراين بعد موتها إلى لندن، وهناك عمل طوال الحرب.
كانت تفاصيل عمله خلال الحرب العالمية الثانية غامضة. عمل كسائق سيارة إسعاف، وذُكر أنه عمل في المخابرات (إدارة المخابرات السياسية). زعم دين كينغ أن أوبراين كان نشطًا في العمل الاستخباري وربما في عمليات خاصة في الخارج خلال الحرب.

### الحياة بعد الحرب العالمية الثانية
عاش أوبراين مع زوجته الثانية ماري بين عاميّ 1946 و 1949، في كروسور، وهو وادي بعيد في شمال ويلز، إذ استأجر في البداية كوخًا من المهندس كلوف ويليامز-إليس. تابع أوبرايان اهتمامه بالتاريخ الطبيعي. فاصطاد وذهب لمراقبة الطيور وتتبع الصيد المحلي. خلال هذا الوقت عاش الزوجان على دخل ماري الصغير والأرباح المحدودة من كتابات أوبراين.
انتقل أوبراين وماري إلى كوليور في عام 1949، وهي مدينة كاتالونية في جنوب فرنسا.  بقي هو وماري معًا في كوليور حتى وفاتها في عام 1998. كان حب ماري ودعمها مرافقين لأوبراين طوال حياته المهنية. عملت معه في المكتبة البريطانية في الأربعينيات من القرن الماضي، إذ قام بتجميع المواد والمصادر من أجل كتاب الرحلات، الذي أصبح أول كتاب يحمل اسمه الجديد - وقد كان الكتاب المفضل لديه، بسبب هذا التعاون الوثيق بينه وبين زوجته. كانت وفاة زوجته في مارس 1998 ضربة قويه له. في العامين الأخيرين من حياته، خاصة عندما كُشفت تفاصيل حياته المبكرة للعالم، كان «وحيدًا ومُعذّبًا، وربما مصابًا بجنون العظمة».

### التعرض للإعلام والجدل في سنواته الأخيرة
حمى أوبراين خصوصيته بشراسة وكان مترددًا في الكشف عن أي تفاصيل عن حياته الخاصة أو ماضيه، مفضلاً عدم تضمين أي تفاصيل عنه وتزويده بالحد الأدنى من المعلومات الشخصية بعد الضغط عليه للقيام بذلك. افترض المراجعون والصحفيون لسنوات عديدة أنه إيرلندي، ولم يحاول أن يُصحّح هذا الخطأ. وصف أحد المحاورين الرجل في أواخر السبعينيات من عمره بأنه «رجل محترم، وعيناه الشاحبتان والساحرتان واضحتان ومتنبهتان». يمكن أن يكون مخيفًا.
نشر فيلم وثائقي في عام 1998 لهيئة الإذاعة البريطانية حقائق عن أصوله واسمه الحقيقي وزواجه الأول، وهذا ما أثار ضجة إعلامية كبيرة. ادعى نيكولاي تولستوي عندما كتب سيرة حياة أوبراين أنه قدّم وصفًا دقيقًا ومتوازنًا لشخصية زوج والدته الراحل وأفعاله ودوافعه، خاصةً فيما يتعلق بزواجه وعائلته الأولى.
يقول لانشيستر، في مراجعة كتاب تولستوي، «كانت السنوات القليلة الماضية محبطة للكثير من معجبي باتريك أوبراين. وأعتقد أن تولستوي قد أعطى أوبراين صورة رجل بارد ومتسلط  ومنعزل وحساس للغاية». اختتم لانشستر بالقول «دعونا نتفق نحن محبي أوبراين، على قراءة الروايات ونسيان كل شيء آخر».
نُشرت العديد من المقالات لتمجيد أعماله عند وفاته، وخاصةً سلسلة أوبري - ماتورين، بالإضافة إلى الكشف عن سيرة حياته الأخيرة قبل زواجه من ماري ويكستيد تولستوي. كتب عنه الكاتب المسرحي ديفيد ماميت. كتب أيضًا ناشره الأمريكي، نورتون، قصته مع أوبراين ومدى سروره بالثلاث مرات التي جاء فيها إلى الولايات المتحدة، في 1993 و1995 وفي نوفمبر 1999 قبل أسابيع فقط من وفاته، ولاحظ أن المبيعات في الولايات المتحدة لوحدها كانت أكثر من ثلاثة ملايين نسخة.

## وفاته
واصل أوبراين العمل على رواياته حتى وفاته وأمضى شتاء 1998-1999 في كلية ترينيتي في دبلن. توفي هناك في 2 يناير من عام 2000. أعيد جثمانه إلى كوليور، ليدفن بالقرب من زوجته.
كُلّفت جمعية «أصدقاء باتريك أوبراين»، ومقرها في كوليور، بالتصرّف بكتبه وأوراقه، بالإضافة إلى مكتبه والأقلام والحبر الذي كان يستخدمه.

## روابط خارجية
- باتريك أوبراين على موقع IMDb (الإنجليزية)
- باتريك أوبراين على موقع ميوزك برينز (الإنجليزية)
- باتريك أوبراين على موقع إن إن دي بي (الإنجليزية)
- باتريك أوبراين على موقع قاعدة بيانات الفيلم (الإنجليزية)